# 크리스티안 2세
크리스티안 2세(덴마크어: Christian II, 노르웨이어: Christian II, 스웨덴어: Kristian II, 1481년 7월 1일 ~ 1559년 1월 25일)는 덴마크의 국왕(재위: 1513년 7월 22일 ~ 1523년 1월 20일)이자 노르웨이의 국왕(재위: 1513년 7월 22일 ~ 1523년 1월 20일), 스웨덴의 국왕(재위: 1520년 11월 1일 ~ 1521년 8월 23일)이다.

## 생애
퓐섬에 위치한 뉘보르 성(Nyborg)에서 덴마크, 노르웨이의 한스(스웨덴의 요한 2세) 국왕과 그의 아내인 작센의 크리스티나(Christina)의 아들로 태어났다. 1497년에 일어난 한스 국왕의 스웨덴 정복, 1501년 스웨덴에서 일어난 반란에 참여했고 1506년에는 노르웨이 총독으로 임명되었다.
1513년 코펜하겐에서 열린 덴마크, 노르웨이, 스웨덴 3국 의회의 합동 회의에서 덴마크, 노르웨이의 왕위 계승 권한을 인정받았지만 스웨덴의 왕위 계승 권한에 관한 결정은 연기되었다. 당시 스웨덴에서는 자유 선거를 통해 스웨덴의 섭정으로 임명된 스텐 스투레 덴 윙레(Sten Sture den yngre, 연소자 스텐 스투레)가 이끄는 스웨덴 민족주의 진영과 웁살라 대주교를 역임하고 있던 구스타브 트롤레(Gustav Trolle)가 이끄는 친(親)덴마크 진영이 대립하고 있었다.
1520년에는 프랑스, 독일, 스코틀랜드 출신 용병들과 함께 스웨덴의 섭정이었던 스텐 스투레 덴 윙레를 숙청시켰다. 1520년 3월 31일에는 덴마크 추밀원과 체결한 협정을 통해 스웨덴의 법률, 관습에 따라 스웨덴을 통치한다는 조건을 받으면서 스웨덴의 국왕으로 즉위했다.
1520년 11월에는 스웨덴을 침공한 덴마크 군대가 스톡홀름에서 스웨덴인들을 학살한 스톡홀름 피바다 사건이 일어났는데 이는 스웨덴이 칼마르 동맹에서 탈퇴하는 빌미를 마련하게 된다. 이러한 이유 때문에 스웨덴에서는 폭군 크리스티안(스웨덴어: Kristian Tyrann 크리스티안 튀란[*])이라는 별칭으로 부르기도 한다.
1523년 1월 20일에는 윌란반도에서 일어난 반란으로 인해 홀슈타인의 프레데리크 공작(프레데리크 1세)에게 덴마크, 노르웨이의 왕위를 넘겨줬다. 1531년 10월 24일에는 복위를 시도했지만 실패했고 1532년 7월 1일 오슬로에서 프레데리크 1세 국왕에게 항복을 선언했다.
1532년부터 1559년까지 쇠네르보르 성(Sønderborg, 1532년 ~ 1549년), 칼룬보르 성(Kalundborg, 1549년 ~ 1559년)에서 감금 생활을 했다. 그렇지만 사냥을 즐기거나 연회를 개최할 수 있는 귀족 대우를 받았다. 1559년 1월 25일에 사망했으며 그의 시신은 오덴세에 안치되었다.